# Website hoàn tiền
Một website hoàn tiền là một loại trang web  trả tiền cho các thành viên của mình một tỷ lệ phần trăm của số tiền kiếm được khi họ mua hàng hoá và dịch vụ qua nó chương trình tiếp thị liên kết
Người dùng của các trang web hoàn lại tiền có thể biết trước số tiền họ sẽ nhận lại để mua hàng tại mỗi nhà bán lẻ cụ thể trước khi họ mua. Các trang web khác nhau về hình thức hoàn tiền hoàn lại mà họ cung cấp cho người dùng của họ. Một số chương trình sẽ cung cấp cho người dùng một tỷ lệ phần trăm của tổng giá mua, trong khi những chương trình khác có một khoản tiền cố định mà họ phải trả cho mỗi hành động.
Khi khách hàng mua hàng trực tuyến, thay vì truy cập trực tiếp vào nhà bán lẻ, họ có thể chọn theo liên kết từ trang web hoàn lại tiền để tạo phần thưởng bằng tiền khi mua sản phẩm hoặc dịch vụ. Trang web hoàn lại tiền nhận được hoa hồng từ nhà bán lẻ, sau khi xác nhận mua hàng, được chia sẻ với khách hàng đã mua hàng.
Lượng thời gian cần thiết để nhận được các lợi ích hoàn lại tiền phụ thuộc vào trang web. Một số trang web sẽ thực hiện thanh toán của họ sau mỗi bốn đến sáu tuần, trong khi những trang khác sẽ chỉ phát hành giảm giá sau một vài tháng. Khoảng cách thời gian giữa mua hàng và thanh toán hoàn lại tiền được quan sát để loại trừ thanh toán hoàn lại tiền đối với hàng hóa bị hủy hoặc trả lại.
Thanh toán thường được thực hiện cho người dùng dưới dạng chuyển khoản ngân hàng, phiếu quà tặng, các trang web trực tuyến như PayPal, séc ngân hàng, nạp tiền điện thoại di động hoặc đặt hàng trực tuyến theo yêu cầu của người dùng. Một số trang web hoàn lại tiền đặt ngưỡng trên tài khoản của khách hàng để người dùng có thể cần thực hiện một số giao dịch để có thể nhận được phần thưởng.
Nhiều trang web hoàn lại tiền cung cấp cho người dùng phần thưởng cho việc giới thiệu người khác đến trang web. Một số trang web hoàn lại tiền cũng cung cấp các diễn đàn thảo luận, khảo sát trực tuyến có trả tiền, giao dịch hàng ngày và các phần thưởng khác để tăng lưu lượng truy cập và duy trì lòng trung thành của khách hàng.